# Surge (cómic)
Surge (Noriko Ashida; 芦田典子) —conocida en España como Tensión— es un personaje que aparece en los cómics publicados por Marvel Comics. Fue creada por Nunzio DeFilippis, Christina Weir y Keron Grant. Hizo su debut en New Mutants vol. 2 #8, en enero de 2004.

## Biografía ficticia

### Origen
Noriko Ashida nació en Japón (posiblemente en Tokio donde su familia aún vive). A la corta edad de trece años, huyó de su casa luego de que sus poderes se manifestaran. 

### Estudiante
Las circunstancias de su llegada a Estados Unidos no se conocen, estuvo desahuciada y se mantuvo vagando por las calles hasta que decidió pedir ayuda a las puertas del Instituto X en donde no fue bien recibida por el estudiante Hellion, quien la hizo huir de la Mansión X luego de molestarla por no tener una familia.
Un equipo, a cargo de Wolfsbane, fue en su búsqueda para mantenerla fuera de problemas. Al encotrarla la vieron comprando drogas y asumieron que era lo que causaba el descontrol de sus poderes. Los miembros del equipo apartaron a Surge de la droga pero Nori perdió el control sobre sus poderes. Junto con la ayuda de Wallflower y el hecho de que Surge se encontraba débil, el equipo logró manejar la situación y llevaron de vuelta a Surge al Instituto. Allí Beast construyó guantes especiales para que Surge pueda regular los niveles de electricidad que absorbe del ambiente y que sirven para disparar energía solo a través de ellos, lo que la previene de una sobrecarga.
Posterior al incidente, Nori inició sus estudios en la Mansión X. Compartió habitación con Dust, y por sus tradiciones musulmanas nunca se llevaron bien. Surge fue asignada como miembro para el nuevo equipo, los Nuevos Mutantes, liderados por Danielle Moonstar.
Los eventos de Dinastía de M eliminaron los poderes de más del 90% de la población mutante. Emma Frost ordenó que los estudiantes desprovistos de sus poderes dejaran la Mansión por su seguridad. Mientras, Hombre de Hielo se encontraba informándole al padre de Nori, que ella había sido «Una de las afortunadas» que mantuvo sus poderes. Uno de los buses que llevaba a la mayoría de los estudiantes sin poderes fue bombardeado por los Purifiers bajo el mando del William Stryker, asesinando a todos los que iban en el autobús. David Alleyne, no murió, a pesar de ser uno de los que perdió sus poderes, lo que le permitió progresar en su relación con Noriko.
Los restantes 27 alumnos fueron entrenados y evaluados por Emma Frost con la finalidad de ver quienes formarían el equipo New X-Men y, para sorpresa de Noriko, Frost la eligió a ella como líder. Para tal tarea, se le entregaron nuevos guantes más efectivos, construidos por Forja. Los objetivos de Stryker se concentraron en los alumnos de Xavier. En la "cruzada" de Stryker contra los Mutantes, asesinó a un par de ellos, raptó a otros y finalmente atacó al Instituto pero el equipo de Surge fue capaz de lidiar con los atacantes. Laurie falleció durante la batalla pero fue vengada, Elixir acabó con el conflicto al asesinar a Stryker.
Más tarde, Surge ha sido identificada como una de los 142 héroes registrados por la Iniciativa superheroica después de la Gueera Civil.
Cuando Hulk llega a la Mansión X en busca de Charles Xavier, lucha contra los X-Men. Los New X-Men también intervinieron, X-23 lastimó con sus garras los ojos de Hulk, Surge atacó pero para cuando los ojos del gigante verde se regeneraron Nori fue lanzada lejos por Hulk.
Más tarde, Surge organiza un ataque, junto a los New X-Men, contra los Purifiers con el fin de saber el paradero de la nueva bebé mutante y de vengar a sus compañeros fallecidos. Elixir, Dust y Prodigy optan por quedarse ya que piensan que Noriko solo va en busca de venganza. Logran infiltrarse en la iglesia, en Washington, de los Purifiers, mientras Anole busca información sobre la bebé. Luego de destruir el segundo piso de la iglesia, los New X-Men son atacados ferozmente por Lady Deathstrike y sus Reavers. Hellion es gravemente herido por Deathstrike, pero Pixielogra sacarlos del lugar con un conjuro. De regreso en la Mansión X, y luego del ataque de los Centinelas infectados por Nano-Centinelas, Surge se culpa por las lesiones que sufrieron los New X-Men y le pregunta a Emma que fue lo que hizo que ella la eligiera como líder y ella le responde que «Sabía que los protegerías, incluso hasta de mi, no importa que ocurra».
Tras la disolución de los X-Men, Surge corre a Colorado, buscando la ayuda de Dani Moonstar. Nori se siente abrumada por el dolor que ha sufrido como New X-Man y no sabe cómo hacer frente. Nori se da cuenta de que su miedo a ser herida ha afectado su juicio y conducido sus acciones en los últimos meses. Dani le permite dar rienda suelta a su sentir y trata de proporcionarle una nueva perspectiva sobre cómo usar el dolor con filosofías nativo americana.
Surge, más tarde, es secuestrada junto con Boom-Boom y Hellion por la Reina Lepra y su Liga Sapien. La Reina Lepra le inyecta con una versión modificada del Virus de legado. Más tarde, los envía a las Naciones Unidas, de donde más tarde, son rescatados por Fuerza-X.

## Poderes
Surge tiene el poder para absorber electricidad en cualquier momento: desde la estática en el aire hasta aparatos electrodomésticos, enchufes, (causando bajas en la electricidad). Ella no tiene control sobre la absorción de energía, por lo que siempre lleva puestos guantes diseñados específicamente para regular la absorción. La electricidad en su cuerpo, puede ser descargada a través poderosos rayos eléctricos o puede canalizar la energía para aumentar su velocidad. Si no controla la cantidad de electricidad absorbida, le puede causar rapidez al hablar, dispersión de sus pensamientos o descontrolar sus rayos de energía.

### Personalidad
Noriko es una arrogante e independiente chica, leal a sus amigos y extremadamente violenta con aquellos que considera sus enemigos, como Stryker o Belasco. Nori siempre es directa en las cosas y por esto ha chocado con sus superiores, desde su enfrentamiento con Hellion luego de que insultara a Prodigy por la pérdida de sus poderes luego del M-Day. Ella misma se considera feminista y ha tenido discusiones con Dust acerca de los derechos de la mujer, mientras compartían habitación. A pesar de esto, es una figura leal, dedicada a sus amigos y responsable por el liderazgo de su equipo los New X-Men.

## Otras versiones
- House of M: Surge es parte de un ejército juvenil de SHIELD.

## En otros medios

### Televisión
- Surge aparece en Marvel Disk Wars: The Avengers, con la voz de Kokoro Kikuchi. En esta versión, el color de su cabello es naturalmente azul, como lo demuestran sus cejas con el mismo tono. Mientras estuvo brevemente atraída románticamente por la pareja de Thor, Hikaru Akatsuki, luego decide ir al Instituto Xavier con Wolverine, después de que Magneto le ofreciera protección.

### Videojuegos
- Surge aparece en el juego X-Men: Destiny, interpretado por Aileen Ong Casas. Surge está aprisionado en una base de U-Man, pero el personaje la ataca junto con Colossus y Quicksilver.